# Ourapteryx delineata
Ourapteryx delineata är en fjärilsart som beskrevs av Barend J. Lempke 1951. Ourapteryx delineata ingår i släktet Ourapteryx och familjen mätare. Inga underarter finns listade i Catalogue of Life.